# Командное чемпионство мира TNA
Командное чемпионство мира TNA (англ. Impact World Tag Team Championship) — является командным чемпионским титулом по рестлингу, которым владеет американский рестлинг-промоушн Total Nonstop Action Wrestling. Титул был создан и дебютировал 14 мая 2007 года на записи основной телевизионной программы TNA — TNA Impact!. Официально он был представлен во всем мире 17 мая 2007 года в выпуске онлайн-подкаста TNA Today. Как и большинство титулов в рестлинге, титул завоевывается в результате заранее определённого матча.

## История
Промоушен Total Nonstop Action Wrestling образовался в мае 2002 года. Позже в том же году TNA получила контроль над титулами чемпиона мира NWA в тяжёлом весе и командных чемпионов мира NWA от руководящего органа National Wrestling Alliance (NWA), став впоследствии официальной территорией NWA под названием NWA-TNA. TNA наградила первых в истории TNA командных чемпионов мира NWA на своем третьем еженедельном PPV-шоу 3 июля 2002 года, когда команда Эй Джей Стайлза и Джерри Линна победила «Радужный экспресс» (Брюс и Ленни Лейн) в финале турнира и завоевала чемпионский титул.
Титулы NWA разыгрывались в TNA до 13 мая 2007 года. В этот день исполнительный директор NWA Роберт Тробич объявил, что NWA прекращает свое пятилетнее соглашение с TNA, которое позволяло им полностью контролировать оба титула. Далее Тробич заявил, что с этого дня чемпион мира NWA в тяжелом весе Кристиан Кейдж и «Команда 3D» в составе брата Дивона и брата Рея, бывшие командными чемпионами мира NWA, лишаются своих чемпионских титулов. Мотивом этих действий послужило то, что Кейдж отказался защищать титул чемпиона против рестлеров из территорий NWA. В тот же день TNA должна была провести PPV-шоу Sacrifice (2007), на котором Кейдж и «Команда 3D» должны были защищать свои титулы. На шоу Кейдж должен был защищать титул против Курта Энгла и Стинга в трехстороннем матче. «Команда 3D» должна была защищать титул против команды Скотта Штайнера и Томко и The Latin American Xchange (LAX), в другом трехстороннем матче.
В тот вечер перед каждым матчем на экранной графике, где упоминались чемпионы и их соответствующие титулы, Кейдж и «Команда 3D» были названы чемпионами NWA. «Команда 3D» победила Штайнера, Томко и LAX в трехстороннем командном матче и сохранила командное чемпионство мира, а Энгл победил Кейджа и Стинга и выиграл чемпионство мира в тяжёлом весе.
17 мая 2007 года Джереми Бораш и Джим Корнетт представили пояс командных чемпионов мира TNA в выпуске онлайн-подкаста TNA Today и вручили его «Команде 3D», так как они были чемпионами NWA до раскола NWA и TNA; в процессе этого они стали первыми официальными чемпионами.